# Elias James Corey
Pour les articles homonymes, voir Corey.
Elias James Corey, né le 12 juillet 1928 à Methuen (Massachusetts), est un chimiste américain d'origine libanaise. Il a obtenu le prix Nobel de chimie de 1990 « pour son développement de la théorie et de la méthodologie de la synthèse organique » et en particulier le concept de rétrosynthèse. Il a travaillé surtout dans le domaine de la synthèse de produits naturels dont dans les auxiliaires chiraux.

## Biographie
Il a notamment développé le chlorochromate de pyridinium, un réactif employé en chimie organique pour oxyder les alcools primaires et secondaires respectivement en aldéhydes et cétones.
Autres réactions mises au point par Corey :
- réduction de Corey-Bakshi-Shibata (réduction CBS) : une méthode pour faire des alcools asymétriques ;
- réaction de Corey-Fuchs : une méthode pour faire des dérivés acétyléniques ;
- oxydation de Corey-Kim : oxydation d'un alcool à un aldéhyde ou une cétone ;
- synthèse de Corey-Winter : synthèse d'alcènes ;
- réaction de Corey-Chaykovky : homologation de carbonyles et synthèse d'époxydes par un ylure de soufre.

## Distinctions et récompenses
- 1960 : ACS Award in Pure Chemistry
- 1968 : prix Ernest-Guenther
- 1976 : prix Arthur C. Cope
- 1977 : médaille William-H.-Nichols
- 1984 : prix Willard-Gibbs
- 1986 : prix Wolf de chimie
- 1990 : prix Nobel de chimie
- 2002 : NAS Award in Chemical Sciences
- 2004 : médaille Priestley